# Ingolfiella similis
Ingolfiella similis is een vlokreeftensoort uit de familie van de Ingolfiellidae. De wetenschappelijke naam van de soort is voor het eerst geldig gepubliceerd in 1987 door Rondé-Broekhuizen & Stock.